# Miss Piggy
Miss Piggy (también conocida como Cerdita Peggy un personaje ficticio creado por el titiritero y productor de televisión estadounidense Jim Henson, del programa de televisión The Muppet Show.
Aunque comenzó como un personaje relativamente menor, Miss Piggy rápidamente alcanzó el estatus de protagonista en la serie The Muppet Show. Una cerdita humana con ojos azules, cabello rubio, ego de estrella y una voluntad enérgica, persiguió con igual determinación una vida de fama y el amor de su coprotagonista. Kermit the Frog, que a veces parecía compartir sus tiernos sentimientos, aunque nunca igualaba su intensidad y, a menudo, parecía tenerle miedo. La pareja se separó en 1990 y nuevamente en 2015 en la nueva serie de Muppets, The Muppets. (2015-16), que utilizó un formato de falso documental para ensartar la cultura popular.
Los segmentos más conocidos de Miss Piggy's Muppet Show incluyeron "Pigs in Space", una parodia de Star Trek, y "Veterinarian's Hospital", que se burlaba de las telenovelas médicas. Su debut en la gran pantalla fue en The Muppet Movie (1979) y apareció en varias películas posteriores, entre ellas The Muppets Take Manhattan (1984), Muppets from Space (1999), The Muppets (2011) y Muppets Most Wanted (2014). Una versión para niños pequeños de The Adventures of Baby Miss Piggy ella apareció en la serie animada Muppet Babies (1984–91, 2018–), y apareció en el programa Muppets Now (2020–). La marioneta Miss Piggy se usó en varias adaptaciones de los Muppets de cuentos clásicos, como The Muppet Christmas Carol (1992) y The Muppets 'Wizard of Oz'.(2005). El personaje de Miss Piggy también hizo apariciones especiales ocasionales en series de telerrealidad y fue entrevistada en programas de entrevistas. Contrariamente a una historia que se repite a menudo, no fue Miss Piggy quien bailó junto al bailarín de ballet Rudolf Nureyev en un episodio de Muppet Show de 1977; más bien, se creó otro personaje de cerdo de tamaño humano para la pieza.
En 1981, el libro de autoayuda La guía de la vida de Miss Piggy se convirtió en un éxito de ventas.

## Personaje
El primer borrador de la marioneta fue una cerda rubia, de ojos pequeños y brillantes, que apareció brevemente en el programa piloto especial 1975, El Show de los Muppets: Sexo y Violencia, en un sketch llamado "Volver Bajo el planeta de los cerdos". No se mencionó su nombre, pero cuando comenzó El Show de los Muppets en 1976, su nombre ya era Miss Piggy. Tenía unos ojos grandes y azules. Estaba enamorada de Kermit, el amor de su vida.
Miss Piggy pronto se convirtió en personaje principal, cuando los creadores de los Muppets reconocieron que una cerda enamorada puede ser más que una sola nota ejecutando mordaza. Frank Oz ha dicho que, si bien Fozzie Bear es un personaje de dos dimensiones, y el animal no tiene dimensiones, Miss Piggy es uno de los pocos Muppets plenamente efectivo en tres dimensiones. Se puso muy de moda durante finales de los años 70 y principios de los 80, eclipsó a Kermit y a otros Muppets en popularidad, vendiendo más merchandising y escribiendo un libro que, a diferencia de cualquiera de los libros de Kermit, terminó en la parte superior del New York Times en la lista de libros más vendidos.
La personalidad de Miss Piggy y su voz se ha visto y oído en otros personajes femeninos creados por Frank Oz antes del debut del personaje. Por ejemplo, en una obra de teatro de los Muppets de Barrio Sésamo, de 1971, Blancanieves, realizada por Frank Oz, actúa y tiene la misma voz que Miss Piggy. Otro sonido igual venía de un competidor en un sketch llamado Smiley Guy, "El Misterio Mix-Up Juego".
En una entrevista con el New York Times en 1979, Frank Oz indica la biografía de Piggy: "Se crio en un pequeño pueblo de Iowa, su padre murió cuando ella era joven y su madre no fue buena con ella. Tuvo que participar en concursos de belleza para sobrevivir, ya que era una mujer soltera. Es muy vulnerable, lo que tiene que ocultar debido a su necesidad de ser una superestrella".

## Apariciones
En The Muppet Movie, acaba de ganar un concurso (Miss Condado de Bogen) cuando ve por primera vez a Kermit (lo mira fijamente, enamorándose de él) y se une a los Muppets.
En The Great Muppet Caper, Piggy demuestra que tiene talento para el claqué, al parecer sin saberlo. Kermit y ella se dan un beso (en los labios, que aparecen ligeramente cubiertos). Mientras que Miss Piggy está recluida en la cárcel, termina llevando un bigote falso de Kermit, mientras que él tiene marcas en el labio superior.
Finalmente, en las películas, el afecto de Kermit regresa y, sin saberlo, se casa con ella en The Muppets Take Manhattan (aunque los acontecimientos posteriores sugieren que solo se casaron en la película y que su relación es la misma de siempre).
Miss Piggy, junto con Kermit, apareció en un par de zapatos Adidas en el marco del "Adicolor" línea por primera vez en 1983. El calzado es rosa y Miss Piggy aparece en el lado junto a su firma. A diferencia de los zapatos de Adicolor Kermit, Miss Piggy no tiene una cita (la cita de Kermit es "No es fácil ser verde").
En 1987, Miss Piggy era una estrella invitada en el programa de variedades musicales de Dolly Parton, Dolly. Aparece cantando y tocando con Parton mientras que, al mismo tiempo, intenta robar el show de su anfitriona (en parte por sabotear segmentos musicales y tratar de engañar a los productores para que le den más puntos en solitario). Parton, molesta por la actuación de Piggy, dijo otro de sus invitados de Juice Newton, que podría acabar en "bocadillos de jamón después de la feria".
Miss Piggy fue entrevistada una vez en Parkinson, donde se mostró bastante cerca físicamente y abiertamente seductora (a pesar de sus estándares habituales) hacia Michael Parkinson, que le siguió la corriente y en un momento dado preguntó "¿qué pasa con Kermit?".
También representó un papel importante en el vídeo musical Keep Fishin de Weezer publicado en 2002. Apareció en la portada de Born To Be Wild con Ozzy Osbourne.
Miss Piggy apareció en Today Show de NBC en el primer día de Meredith Vieira. Esta se refirió en broma al tocino y al jamón. Miss Piggy tiene un caniche como mascota, llamado Foo-Foo.
Baby Piggy fue uno de los personajes de dibujos animados que apareció en Estrellas de los dibujos animados al rescate.
Miss Piggy cantó con los Jonas Brothers como "Joan S. Jonas". También cantó con Ashley Tisdale en el número de Bop to the Top vestida de Sharpay en High School Musical y con The Cheetah Girls interpretando Dance Me If You Can en Studio DC: Almost Live. También aparece junto a Zac Efron en un episodio de The Muppets.
Se le menciona en el libro QI: Advanced Banter.
En el episodio 106 de The Muppet Show, se hace referencia a Piggy por su nombre completo, "Piggy Lee". En el episodio 116, Piggy le dice a la estrella invitada Avery Schreiber que Piggy es la abreviatura de "Pigathius", que en griego significa "río de la pasión". Sin embargo, no hay evidencia que corrobore ese dato. Lo más probable es que se trate de un nombre ficticio inventado por Miss Piggy como parte de su plan para poner celoso a Kermit (ella lo vio con alguien más en el episodio, por lo que pensaba que estaba con alguien). En otra ocasión, Piggy explica que su nombre es en realidad una versión femenina de Pigathius, "Pigathia".
Cuando en el episodio 106 con Jim Nabors se le preguntó de qué signo era, respondió: "Yo no nací de un signo, nací encima de un rótulo de Becker's Butcher Shop y me fui tan pronto como pude".
El 2 de septiembre de 2009, Kermit y Miss Piggy hicieron una actuación como invitados en el concurso de talentos de NBC, America's Got Talent.
El 19 de diciembre de 2009, Miss Piggy fue una estrella invitada en el show de Wendy Williams.
El 9 de septiembre de 2011, fue entrevistada en Toma dos con Phineas y Ferb.
En el 2013 actuó en la serie de Disney Good Luck Charlie.
Un NOAA WP-3D lleva el nombre de Miss Piggy.
El 4 de agosto de 2015, a través de su página oficial de Facebook, anunciaba su ruptura con Kermit, que se confirmó de igual forma en la página oficial de Kermit.
.